# Републикански път III-1102
Републикански път IIІ-1102 е третокласен път, част от Републиканската пътна мрежа на България, преминаващ изцяло по територията на Видинска област. Дължината му е 48,9 km.
Пътят се отклонява надясно при 15,2 km на Републикански път II-11 в село Арчар и се насочва на югозапад през Западната Дунавска равнина. Преминава последователно през селата Мали Дреновец и Извор, при град Димово пресича Републикански път I-1 и навлиза в Западния Предбалкан нагоре по долината на Салашка река (десен приток на Арчар). Преминава през селата Острокапци и Кладоруб и при село Граничак навлиза в Западна Стара планина, като продължава да следва долината на Салашка река. Преминава през село Салаш, завива на запад и се изкачва на Белоградчишкия проход при границата ни с Република Сърбия, където пътят свършва. Последните 4 km след село Салаш са без трайна настилка.
| Пътища, отклоняващи се надясно (населено място, № на пътя, посока на пътя) | km   | Пътища, отклоняващи се наляво (посока на пътя, № на пътя, населено място) |
| -------------------------------------------------------------------------- | ---- | ------------------------------------------------------------------------- |
| Община Димово, II-11, 15,2 km, с. Арчар →                                  | 0,0  | → с. Арчар, 15,2 km, II-11, Община Димово                                 |
| (за с. Владиченци) общински път, с. Мали Дреновец ←                        | 7,7  | с. Мали Дреновец                                                          |
| (за с. Лагошевци) общински път, с. Извор ←                                 | 14   | с. Извор                                                                  |
|                                                                            | 16,7 | → общински път (за с. Шипот)                                              |
|                                                                            | 17,6 | ← 19,3 km, III-1142 (от с. Дреновец)                                      |
| (от ГКПП Видин - Калафат) I-1, 40,2 km, гр. Димово →                       | 20,1 | гр. Димово                                                                |
| гр. Димово                                                                 | 20,4 | → гр. Димово, 40,5 km, I-1 (до ГКПП Кулата - Промахон)                    |
| с. Острокапци                                                              | 23,3 | с. Острокапци                                                             |
| (до 21 km на III-1401) III-1104, 0 km, с. Кладоруб ←                       | 26,5 | с. Кладоруб                                                               |
| Община Белоградчик                                                         | 28,8 | Община Белоградчик                                                        |
| (за с. Върба) общински път ←                                               | 30,8 | → общински път (за с. Сливовник)                                          |
| (от 39,4 km на II-14) III-1401, 34,4 km →                                  | 33,7 | → 34,4 km, III-1401 (до гр. Белоградчик)                                  |
|                                                                            | 37,9 | → общински път (за с. Граничак)                                           |
| с. Салаш                                                                   | 44,8 | с. Салаш                                                                  |
| граница със Сърбия, Белоградчишки проход                                   | 48,9 | Белоградчишки проход, граница със Сърбия                                  |

Забележка
1. ↑  На протежение от 0,3 km (от km 20,1 до km 20,4) Републикански път ІII-1102 се дублира с Републикански път I-1 (от km 40,2 оф km 40,5)